# Mont-l'Étroit
Mont-l'Étroit är en kommun i departementet Meurthe-et-Moselle i regionen Grand Est (tidigare regionen Lorraine) i nordöstra Frankrike. Kommunen ligger i kantonen Colombey-les-Belles som tillhör arrondissementet Toul. År 2022 hade Mont-l'Étroit 95 invånare.

## Befolkningsutveckling
Antalet invånare i kommunen Mont-l'Étroit
| Referens: INSEE |